# Occidenthella
Occidenthella is een geslacht van weekdieren uit de klasse van de Gastropoda (slakken).

## Soorten
- Occidenthella athadona (Bergh, 1875)